# Gratidiinilobus capensis
Gratidiinilobus capensis är en insektsart som beskrevs av Brock 2005. Gratidiinilobus capensis ingår i släktet Gratidiinilobus och familjen Diapheromeridae. Inga underarter finns listade i Catalogue of Life.